# Bothrops lanceolatus
Bothrops lanceolatus is een slang uit de familie adders (Viperinae) en de onderfamilie groefkopadders (Crotalinae).

## Naam en indeling
Oorspronkelijk werd de adder beschreven door Bernard Germain de Lacépède in 1789 als Coluber lanceolatus. De soort behoorde ook enige tijd tot het geslacht Lachesis zodat in de literatuur verschillende wetenschappelijke namen worden gebruikt. In 2003 werd het werk van Lacépède verworpen als bron voor de binomale naamgeving, en werd Pierre Joseph Bonnaterre als auteur aangewezen. In veel literatuur wordt hierdoor nog Lacépède als auteur aangeduid.
De soortaanduiding lanceolatus betekent vrij vertaald 'speerachtig' en slaat op de vorm van de kop.

## Verspreiding en habitat
De soort komt voor in delen van het Caraïbisch Gebied en leeft endemisch op de Kleine Antillen. Hier is de slang alleen te vinden op het eiland Martinique. Deze soort wordt gebruikt in de oude slangenvlag van Martinique, welke bestaat uit vier blauwe velden met in ieder veld een wit gekleurde Bothrops lanceolatus.
De habitat bestaat uit vochtige tropische en subtropische laaglandbossen. Ook in door de mens aangepaste streken zoals plantages kan de slang worden gevonden. De soort is aangetroffen van zeeniveau tot op een hoogte van ongeveer 800 meter boven zeeniveau.

## Levenswijze
De slang is zeer giftig, het is een van de zogenaamde lanspuntslangen uit het geslacht Bothrops. Deze slangen worden gezien als 'ratelslangen zonder ratel', bij gevaar tappen ze met de verharde staartpunt op de bodem in plaats van te ratelen.

## Beschermingsstatus
Door de internationale natuurbeschermingsorganisatie IUCN is de beschermingsstatus 'bedreigd' toegewezen (Endangered of EN).